# Karangkemiri (Karanglewas)
Karangkemiri is een bestuurslaag in het regentschap Banyumas van de provincie Midden-Java, Indonesië. Karangkemiri telt 3751 inwoners (volkstelling 2010).